# Minar-e-Pakistan
Pour les articles homonymes, voir Minar.

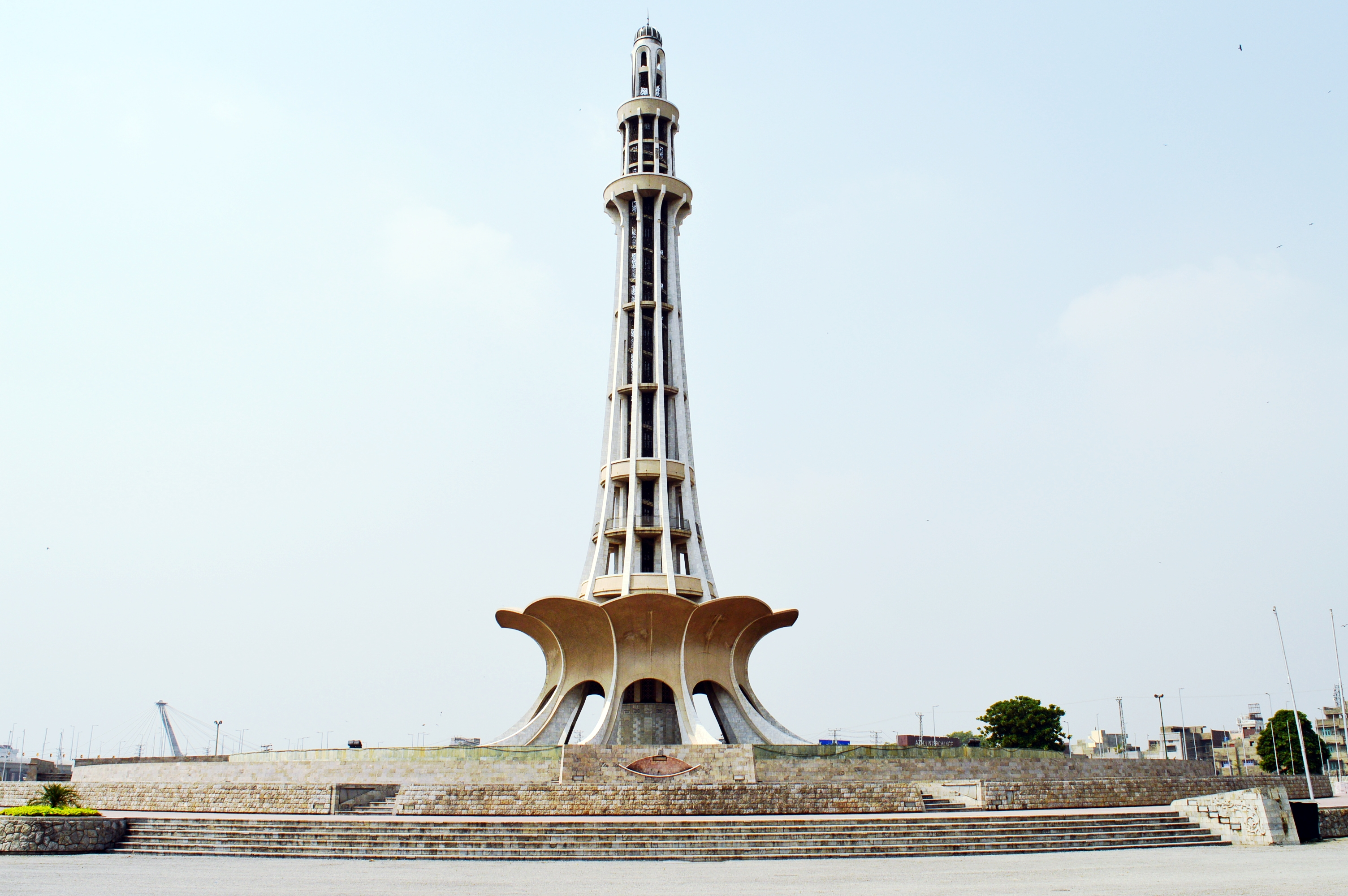
Le Minar-e-Pakistan

Le Minar-e-Pakistan est un grand minaret au parc Iqbal (en) de Lahore, au Pakistan, construit dans les années 1960 en commémoration de la résolution de Lahore.
Le minaret reflète un mélange d’architectures moghole et moderne. Il est construit sur le site où le 23 mars 1940, sept ans avant la formation du Pakistan, la ligue musulmane a passé la résolution de Lahore (Qarardad-e-Lahore), exigeant la création du Pakistan. C’était la première déclaration officielle pour établir une patrie séparée pour les musulmans habitant en Asie du sud.
Le monument attire des visiteurs de partout au Pakistan, aussi bien que les habitants de la ville murée de Lahore. Le grand espace public autour du monument est assez populaire, et utilisé pour des rassemblements politique et des publics.
Il fait partie des monuments nationaux du Pakistan.